# Edwardsina soror
Edwardsina soror är en tvåvingeart som beskrevs av Peter Zwick 1977. Edwardsina soror ingår i släktet Edwardsina och familjen Blephariceridae. Inga underarter finns listade i Catalogue of Life.